# 劉娥 (前趙)
劉 娥（りゅう が、? - 314年）は、漢（後の前趙）の昭武帝劉聡の皇后。字は麗華。諡号は武宣皇后（ぶせんこうごう）。父は漢の太保（元西晋の大司馬司馬冏の属僚）であった劉殷。皇后に追封された劉英（武徳皇后）の妹。美貌かつ頭がよく、劉聡をいつも諫めた。

## 生涯
312年1月、呼延皇后が亡くなると、劉聡は劉英・劉娥を始め、劉殷の孫娘を後宮に入れようとしたが、同じ劉姓であったことから劉乂が固く諫めた。劉聡は年老いた伯父の太宰劉延年・太傅劉景にこのことを問うと、劉景らは「臣は太保の劉殷が周王室系の劉の康公（姫季子）の子孫であると聞いております。陛下の家系とは違っておりますので、何の問題もないでしょう」と答えた。劉聡は大いに喜び、大鴻臚の李弘を遣わして劉英と劉娥を左右の貴嬪とし、昭儀より上位に置いた。また、劉殷の孫娘4人を貴人とし、貴嬪に次ぐ位とした。6人の劉氏への寵愛は後宮を傾ける程であり、劉聡はめったに外へ出なくなり、政務を顧みなくなった。国事は全て中黄門が上奏して、姉の劉英がこれを認可した。
313年3月、劉聡の生母の張皇太后が崩じ、皇后の張徽光も2日後に急死した。同月、劉聡は劉娥を皇后に立てると、彼女のために皇儀殿を建造すると宣言した。陳元達はこれを難く諫めたが、劉聡は激怒して陳元達の妻子とともにこれを処刑しようとした。
劉聡の庶長子の太宰の劉易・大司徒の任顗・光禄大夫の朱紀と范隆は出血するまで叩頭してこれを諫めた。
また、劉娥は後堂でこの事を聞くと、密かに中常侍を遣わして刑の執行を中止させた。また、劉聡へ手書して「後宮の宮殿は整っており、既に十分すぎるほどです。四海が未だ平定されておらぬ今、陛下には何とぞ民を慈しまれますよう。廷尉の言葉は真に社稷の臣であり、称賛されるべきものです。にもかかわらず、これを誅殺してしまえば、四海の民は陛下を何と罵るでしょうか。忠臣が諫言を進める時は、わが身を顧みないもの。そして、これを拒む人君も、わが身を顧みないのです。陛下は妾のために宮殿を築き、そのために忠臣まで誅殺されます。今後、忠臣が口を閉ざしてしまうとしたら、それは妾のせいに他なりません。遠近の人々の怨念も公私の困弊も妾に集まるでしょう。そして、社稷を滅亡の危機へ追いやるのも妾になります。天下の罪が全て妾に由来しますのに、妾はどこに立つ瀬がありましょうか。古の国が滅んだ原因を見ますに、その殆どが婦人に由来します。妾はいつもこれを心に疾んでおりました。それが今、自らが同じ事をしようとしております。 妾はいつも古の婦人を蔑んでみておりましたが、これからは妾自身が後世の人々から見られます。 妾は何の面目あってあの世に行けましょうか。願わくは陛下、どうか妾に死を賜ってくださいませ。そしてそれを以て陛下の行き過ぎを塞がれますよう」と諫めると、劉聡はようやく過ちに気づき、愕然とした。
しばらくした後、劉聡は子の劉易らへ謝罪した。そして、陳元達を召し寄せると謝罪し、劉娥の手記を手渡し「外では公のような者が支え、内では后が助ける。朕には何の憂いもありはしないな」と語った。また、逍遙園を納賢園に、李中堂を愧賢堂と名を改めた。
314年1月、流星が牽牛から出て紫微へ入り、平陽から北に10里離れた場所に落下した。地面に衝突した流星は径30歩、広さ27歩にわたって散る隕石の破片となった。劉聡はこれが気になって群臣へ「朕の不徳によってこのようなことが起きた。憚るところなく意見を言うように」と問うたところ、陳元達と博士の張師は「星変の異は、禍行の兆しと言われます。臣は、後宮に三后を立てた事が原因ではないかと恐れております。願わくは、陛下がこれを慎まれる事を」と進言した。すると劉聡は「流星は陰陽の理である。人事に何の関わりもない」と返答した。だが、この数日後に劉娥が亡くなった。これ以後、劉聡の女漁りはさらに激しくなり、後宮から秩序が失われたという。

## 逸話
流星の破片が平陽近郊に墜落した後、その破片から臭いが発せられ、平陽城内にまで達した。また、破片の側からは昼夜関係なく哭声が聞こえた。ちょうど同じ時期、劉娥は一匹の蛇と一退匹の猛獣を産み、それらは走り出て人を殺害した。そのまま姿が見えなくなったが、しばらくして先に墜落した破片の傍らで発見された。その時、突然劉娥は亡くなり、破片が消えてなくなり哭声も止んだ。

## 伝記資料
- 『晋書』劉聡載記
- 『晋書』列女伝
- 『資治通鑑』